# NGC 1954
NGC 1954 est une vaste galaxie spirale située dans la constellation du Lièvre. NGC 1954 a été découverte par l'astronome germano-britannique William Herschel en 1786.

## Caractéristiques
La classe de luminosité de NGC 1954 est II-III et elle présente une large raie HI.
En raison d'une brillance de surface égale à 14,11 mag/am2, on peut qualifier NGC 1954 de galaxie à faible brillance de surface (LSB en anglais pour low surface brightness). Les galaxies LSB sont des galaxies diffuses (D) avec une brillance de surface inférieure de moins d'une magnitude à celle du ciel nocturne ambiant.

### Distance
Sa vitesse par rapport au fond diffus cosmologique est de 3 172 ± 4 km/s, ce qui correspond à une distance de Hubble de 46,8 ± 3,3 Mpc (∼153 millions d'al).
À ce jour, huit mesures non basées sur le décalage vers le rouge (redshift) donnent une distance de 44,737 ± 15,943 Mpc (∼146 millions d'al), ce qui est à l'intérieur des valeurs de la distance de Hubble.
La galaxie NGC 1954 forme une paire de galaxies avec NGC 1957. 

## Supernova
Trois supernovas ont été découvertes dans NGC 1954 : SN 2010ko, SN 2011fi et SN 2013ex.

### SN 2010ko
Cette supernova a été découverte le 5 décembre 2010 par l'astronome italien Simone Leonini. Cette supernova était de type II.

### SN 2011fi
Cette supernova a été découverte le 27 août 2011 à Yamagata, au Japon, par l'astronome japonais Kōichi Itagaki. Cette supernova était de type II.

### SN 2013ex
Cette supernova a été découverte le 19 août 2013 dans le cadre du programme ASAS-SN (All Sky Automated Survey for SuperNovae) de l'université d'État de l'Ohio. Cette supernova était de type Ia.